# 三ツ目内
三ツ目内（みつめない）は、青森県南津軽郡大鰐町の大字。郵便番号は038-0232。

## 地理
大鰐町の北西部に位置し、当地の北東部を奥羽本線が通る。北部は森山、北東部は八幡館広田・宿川原、東部から南部にかけて虹貝、南部から西部にかけて居土、西北部は弘前市石川に接する。

### 小字
小字として大堰口・大平口・小谷・高館道添・寺元・富岡・富岡家岸・広沢・福清水・前阿弥・水沢・水沢出口・村下大川添・村下大道添・目屋沢出口がある。

## 歴史

### 沿革
- 1871年（明治4年） - 弘前県を経て青森県に所属。
- 1878年（明治11年） - 南津軽郡に所属。
- 1879年（明治12年） - 戸数64・人口390、学校1、馬35。物産はコメ・大豆・木材（共武政表）。
- 1889年（明治22年） - 三ツ目内村から大鰐村の大字となる。
- 1891年（明治24年） - 当時の記録では戸数68、人口458、厩4、学校1であった（徴発物件一覧）。
- 1902年（明治35年） - 当地で大火が起こる。
- 1913年（大正2年） - 農作物の凶作。しかし他の集落と被害は大差無い。
- 1935年（昭和10年） - 大洪水「大鰐流れ」が発生するも、被害は殆ど見られなかった。
- 1952年～1955年（昭和27年～昭和30年） - 弘南鉄道大鰐線が開通し、最寄りに宿川原駅が開設され、弘南バス大鰐案内所が開設されたことにより、当地まで路線バスが運転され、交通の便が良くなる。
- 1960年（昭和35年） - 簡易水道が設置される。

## 施設

### 教育
- 大鰐町立第二小学校

### 消防
- 大鰐町消防団第十分団屯所

### 寺院
- 金龍寺

### その他
- 三ツ目内生活改善センター

## 小・中学校の学区
町立小・中学校に通う場合、学区は以下の通りとなる。
| 大字     | 番地 | 小学校             | 中学校             |
| -------- | ---- | ------------------ | ------------------ |
| 三ツ目内 | 全域 | 大鰐町立大鰐小学校 | 大鰐町立大鰐中学校 |

## 交通
- 弘南バス
  - 富岡、清水、第二小学校前、上三ツ目内、三ツ目内（居土・高野新田線）停留所。
- 弘南鉄道大鰐線宿川原駅